# Communauté de communes de la Vallée de la Plaine
Die Communauté de communes de la Vallée de la Plaine ist ein ehemaliger französischer Gemeindeverband mit der Rechtsform einer Communauté de communes. Sie wurde am 31. Dezember 1996 gegründet und umfasste neun Gemeinden. Der Verwaltungssitz befand sich im Ort Raon-l’Étape. Der Verband arbeitete Département-übergreifend und vereinigte sechs Gemeinden aus dem Département Vosges und drei Gemeinden aus dem Département Meurthe-et-Moselle.

## Historische Entwicklung
Mit Wirkung vom 1. Januar 2017 fusionierte der Gemeindeverband mit
- Communauté de communes de Saint-Dié-des-Vosges,
- Communauté de communes Fave, Meurthe, Galilée,
- Communauté de communes du Pays des Abbayes,
- Communauté de communes des Hauts Champs sowie
- Communauté de communes du Val de Neuné

und bildete so die Nachfolgeorganisation Communauté d’agglomération de Saint-Dié-des-Vosges.
Trotz der Namensähnlichkeit mit einer der Vorgängerorganisationen handelt es sich um eine Neugründung mit anderer Rechtspersönlichkeit.

## Ehemalige Mitgliedsgemeinden

### Département Vosges
1. Allarmont
2. Celles-sur-Plaine
3. Luvigny
4. Raon-l’Étape
5. Raon-sur-Plaine
6. Vexaincourt

### Département Meurthe-et-Moselle
1. Bionville
2. Pierre-Percée
3. Raon-lès-Leau